# Cirith Ungol (együttes)
A Cirith Ungol amerikai heavy/doom/power metal együttes. 1971-ben alakultak a kaliforniai Venturában. Eleinte hard rockot játszottak. Első, 1981-es nagylemezükkel kezdve már heavy/power metalt játszanak, doom metalos elemekkel. A második albumukat többen a korai doom metal albumok közé sorolják. Az együttes neve a Gyűrűk Urából származik (Cirith Ungol), a tagok ugyanis nagy rajongói Tolkien művének. Zenei hatásaikként a Mountain-t, a Cream-et és a Grand Funk Railroad-ot tették meg. 1992-ben feloszlottak, majd 2016-ban újból összeálltak. Különlegességként megemlítendő, hogy Robert Garven dobos egy interjúban kijelentette, hogy egyszerűbb nevet kellett volna választaniuk, mert az emberek nem tudták kiejteni/megjegyezni a nevüket. Emiatt az emberek több, időnként humoros névvel illették őket, pl. "Sarah's Uncle" vagy "Serious Uncool".

## Tagok
- Robert Garven – dob (1972–1992, 2016–)
- Greg Lindstrom – gitár (1980–1982, 2016–), basszusgitár (1972–1980)
- Tim Baker – ének (1976–1992, 2016–)
- Jim "Jimmy" Barraza – gitár (1988–1992, 2016-)
- Jarvis Leatherby – basszusgitár (2016–)

Korábbi tagok
- Jerry Fogle – gitár (1972–1987; 1998-ban elhunyt)[4]
- Neal Beattie – ének (1972–1976)
- Michael "Flint" Vujea – basszusgitár (1981–1987)
- Bob Warrensburg – basszusgitár (1987–1991)
- Vernon Green – basszusgitár (1991–1992)

## Diszkográfia

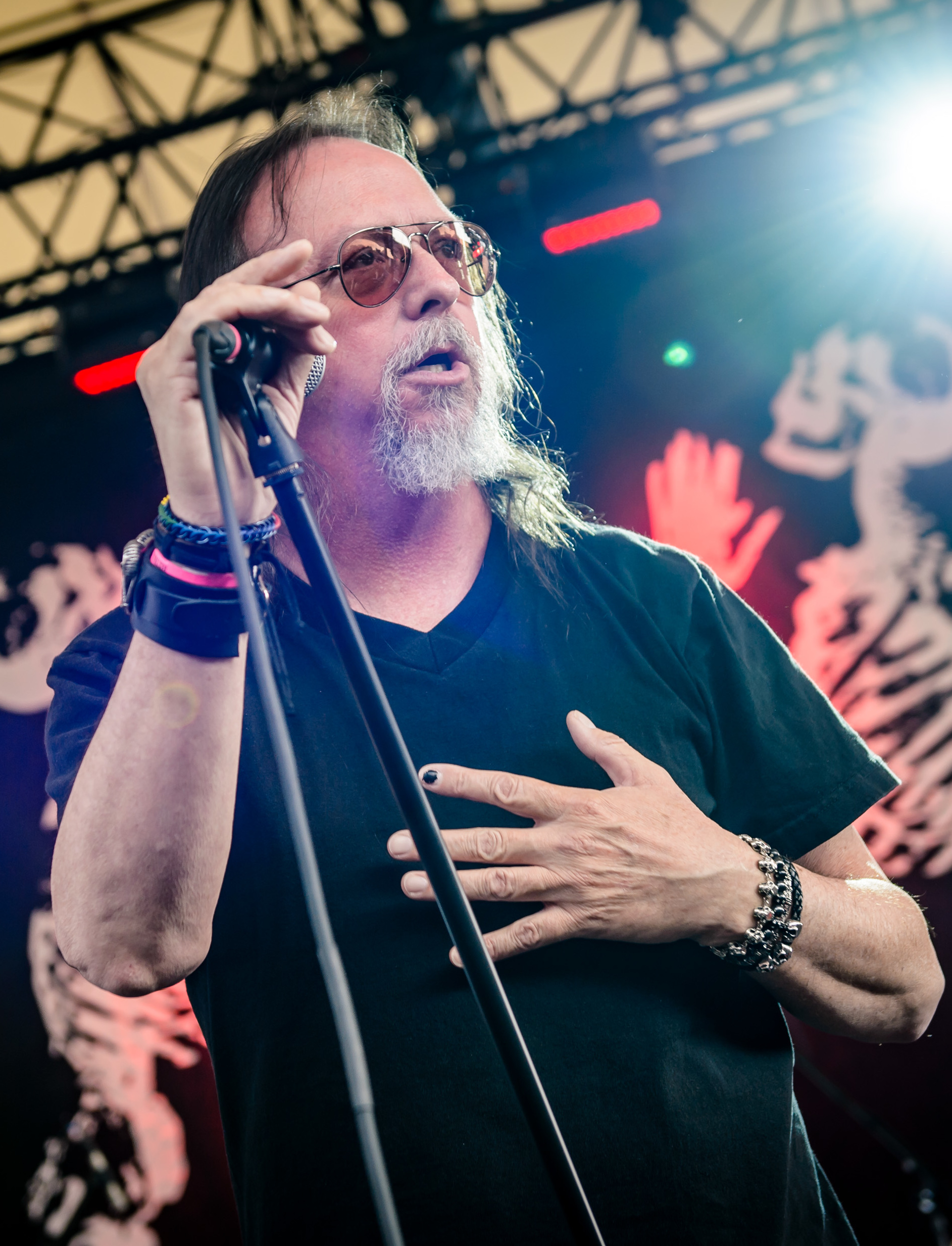
Tim Baker
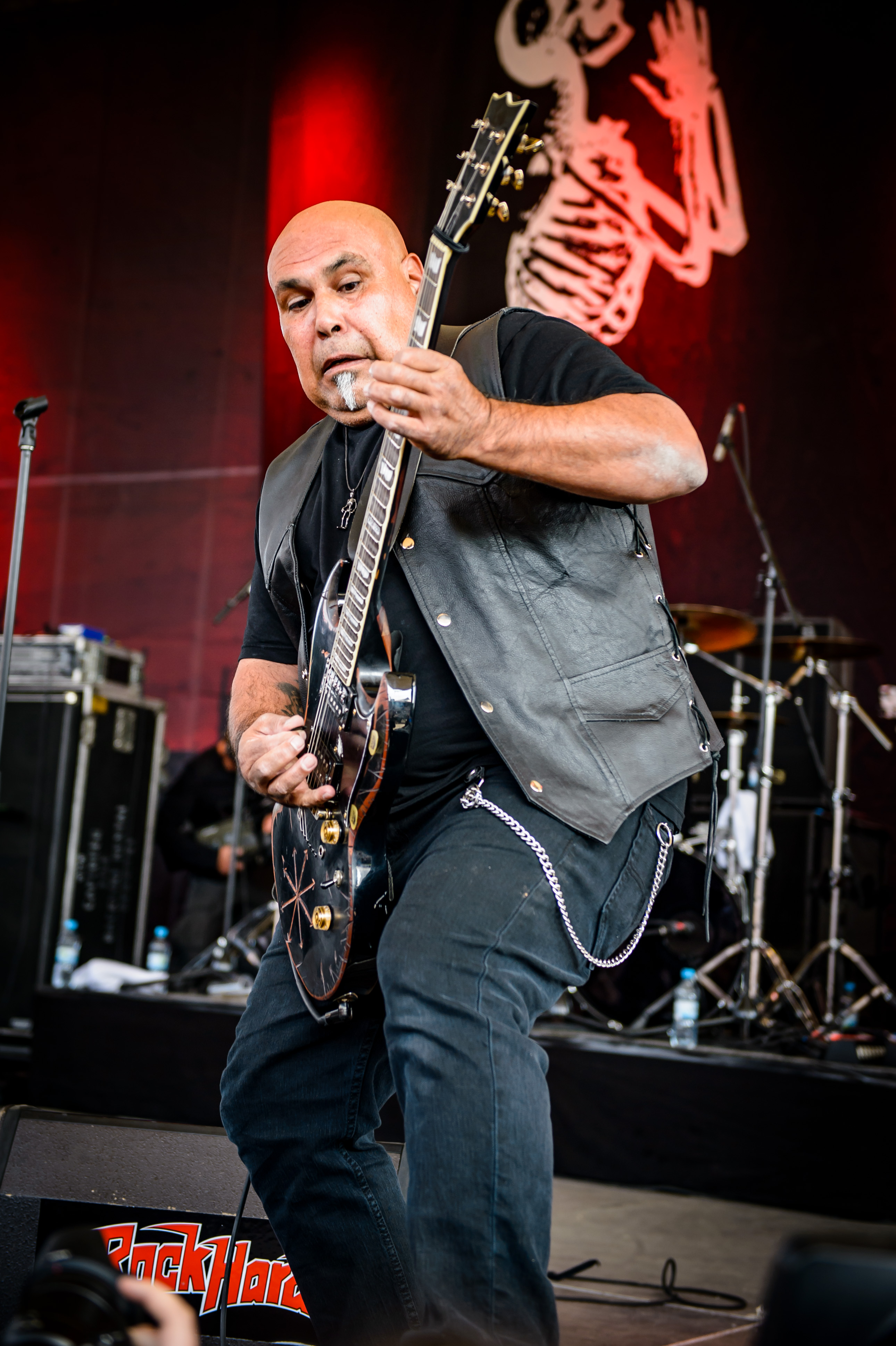
Jim Barraza
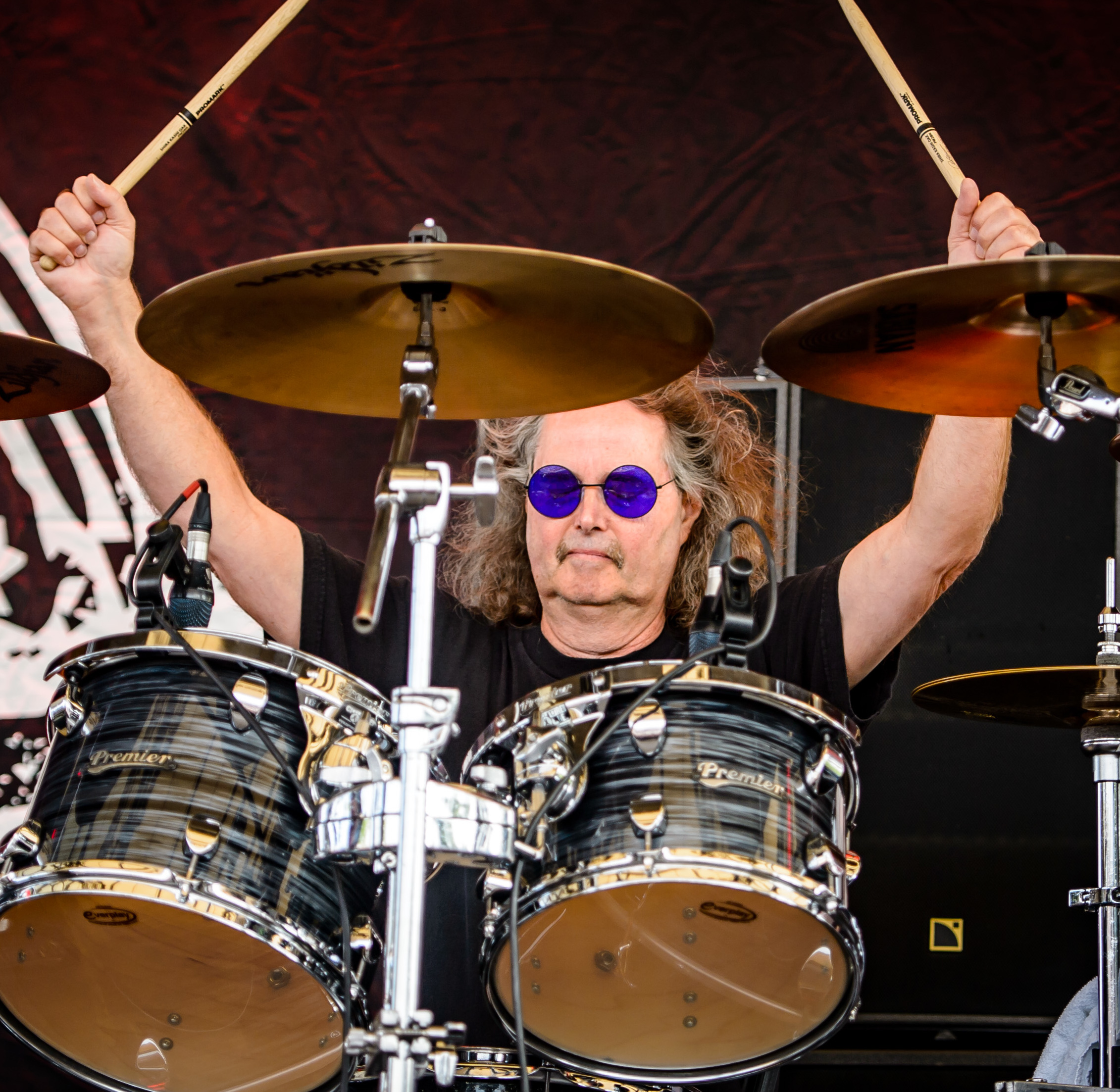
Robert Garven
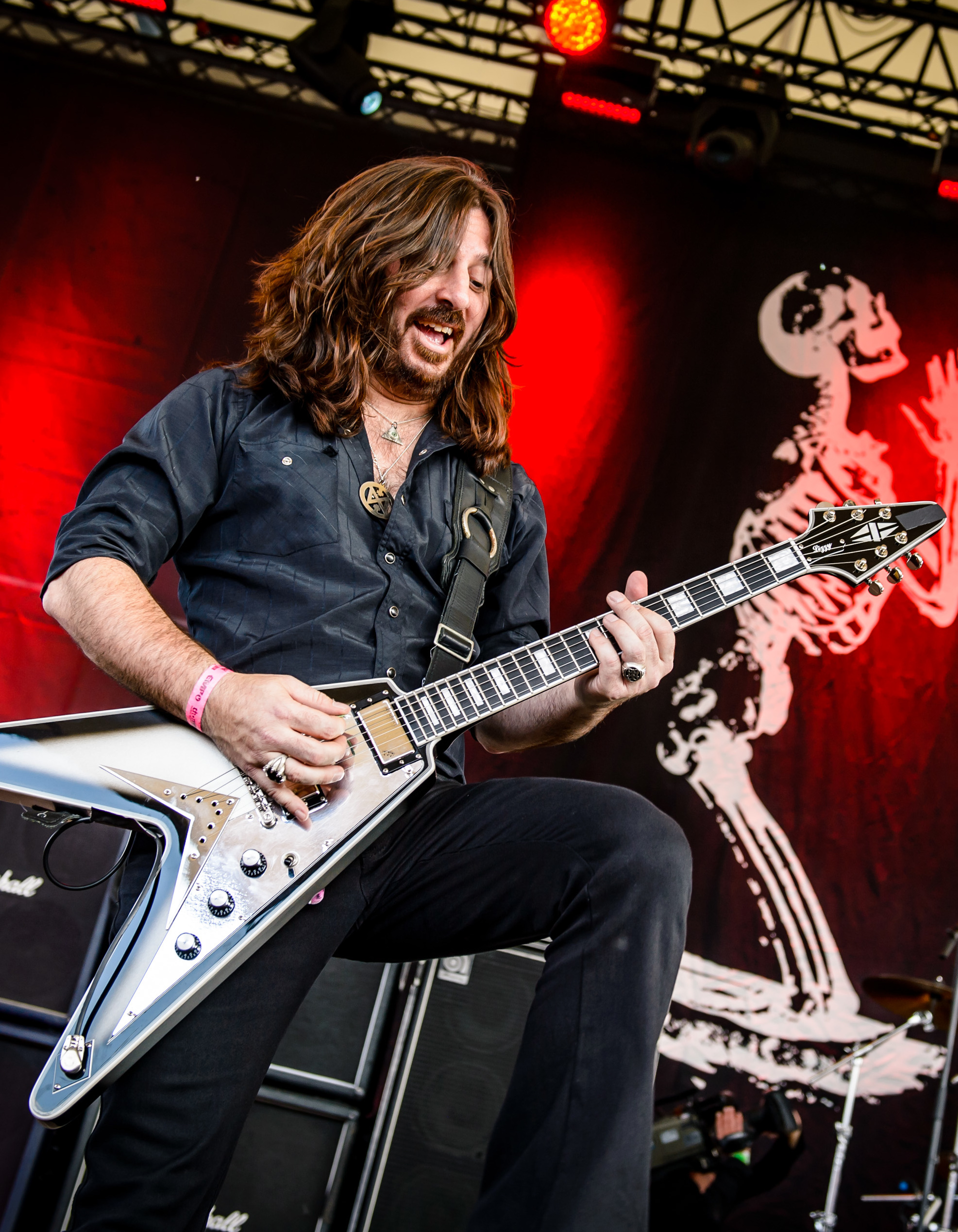
Greg Lindstrom
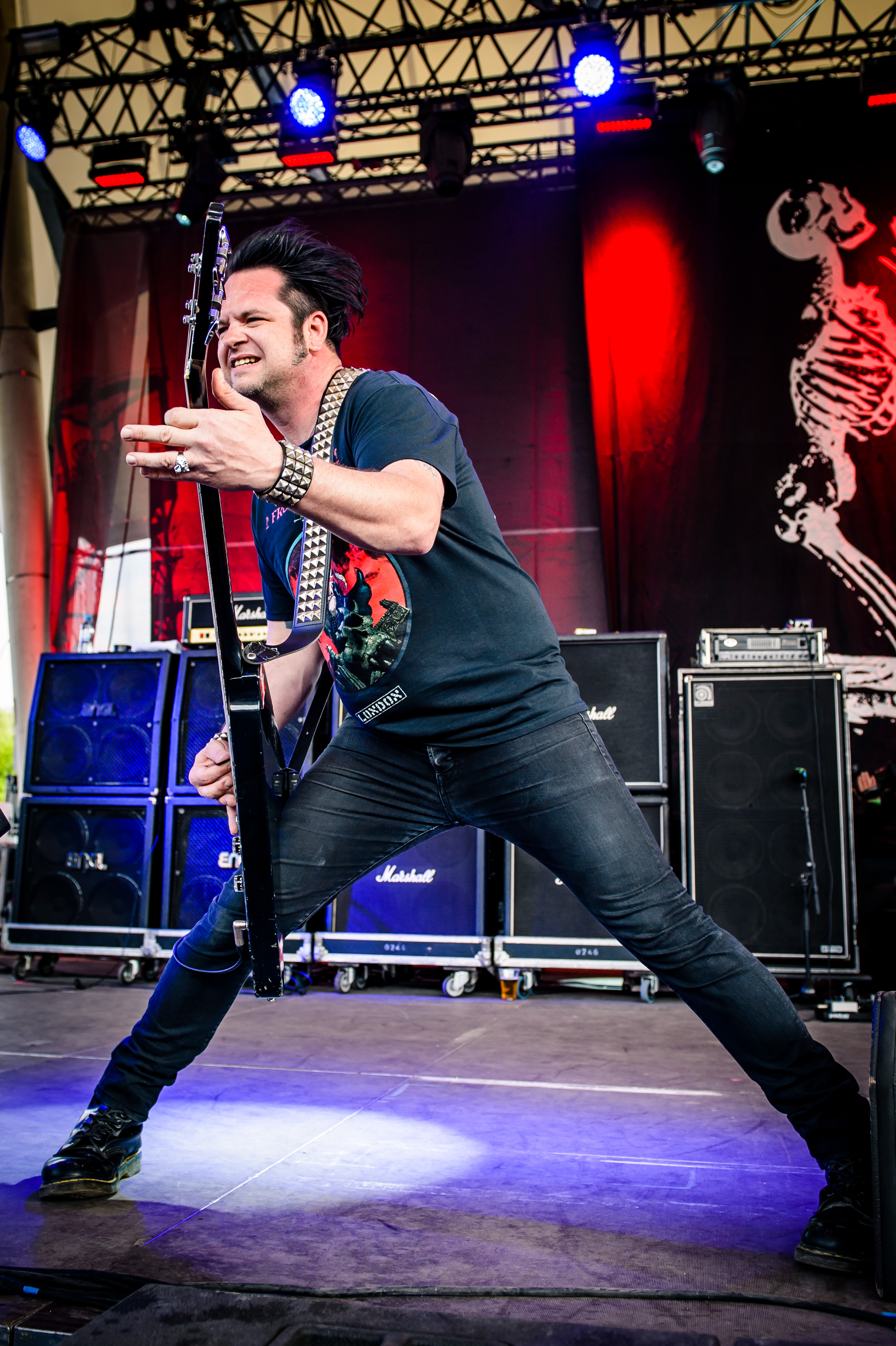
Jarvis Leatherby

- Frost and Fire (1981)
- King of the Dead (1984)
- One Foot in Hell (1986)
- Paradise Lost (1991)
- Forever Black (2020)

## Egyéb kiadványok
Koncert albumok
- I'm Alive (2019)

Válogatáslemezek
- Frost And Fire / King Of The Dead (1995)
- Servants of Chaos (2001)

Díszdobozos kiadások (box set)
- The Legacy (2017)

Demók
- Untitled demo (1978)

Kislemezek
- Witch's Game (2018)

Közreműködések
- Metal Massacre (válogatáslemez, 1982)
- The Metal Machine (válogatáslemez, 1984)
- Best of Metal Blade, Vol. 2 (válogatáslemez, 1988)
- Double Whammy (válogatáslemez, 1999)
- Metal Blade 20th Anniversary (válogatáslemez, 2002)

Kalóz kiadványok (bootleg)
- Cirith Ungol (1979)
- Live (1996)